# البحث عن النار (فلم)
البحث عن النار (بالإنجليزية: Quest for Fire) هو فيلم مغامرة تم إنتاجه في كندا وفرنسا وصدر في سنة 1982. الفيلم من إخراج جون جاك أنو.

## بطولة
- رون بيرلمان

## القصة
تدور أحداث الفيلم في العصر الحجري القديم، حيث تحكي قصة مجموعة من الهومو إركتوس (أو الإنسان البدائي) الذين يعيشون في بيئة قاسية ويعتمدون على النار للبقاء على قيد الحياة. وفي إحدى الليالي، يتعرض قبيلة البطل الرئيسي للفيلم "نا" لهجوم من قبل قبائل أخرى، ويتم سرقة نارهم الوحيدة.
تبدأ رحلة البحث عن النار، حيث يخرج "نا" ورفاقه في رحلة ملحمية ومحفوفة بالمخاطر، في سبيل استعادة النار والحفاظ على حياتهم. ويواجهون خلال هذه الرحلة العديد من التحديات والمخاطر، ويتعرضون لهجمات من قبل حيوانات مفترسة وقبائل أخرى.
تتميز الفيلم بأداء قوي من قبل الممثلين الذين يتحدثون بلغة خيالية، ويعتمد على تصوير مميز للطبيعة الخلابة والمحيط الجغرافي القاسي الذي يتميز به العصر الحجري. ويتناول الفيلم مواضيع مثل النضال من أجل البقاء والتكيف مع البيئة والعلاقات الاجتماعية بين أفراد القبيلة، ويعرض صورة مشوقة وملحمية للحياة في العصر الحجري.

## الميزانية والإيرادات
بلغت تكلفة إنتاج الفيلم حوالي 12 مليون دولار بينما حقق أرباحا تقدر بـ €40,602,910, (55,260,558) دولار يورو.

### ترشيحات وجوائز
| السنة | الحدث  | الفئة               | النتيجة  |
| ----- | ------ | ------------------- | -------- |
|       | أوسكار | أفضل مستحضرات تجميل | فـــــوز |

## وصلات خارجية
- مقالات تستعمل روابط فنية بلا صلة مع ويكي بيانات